# Hispania romana

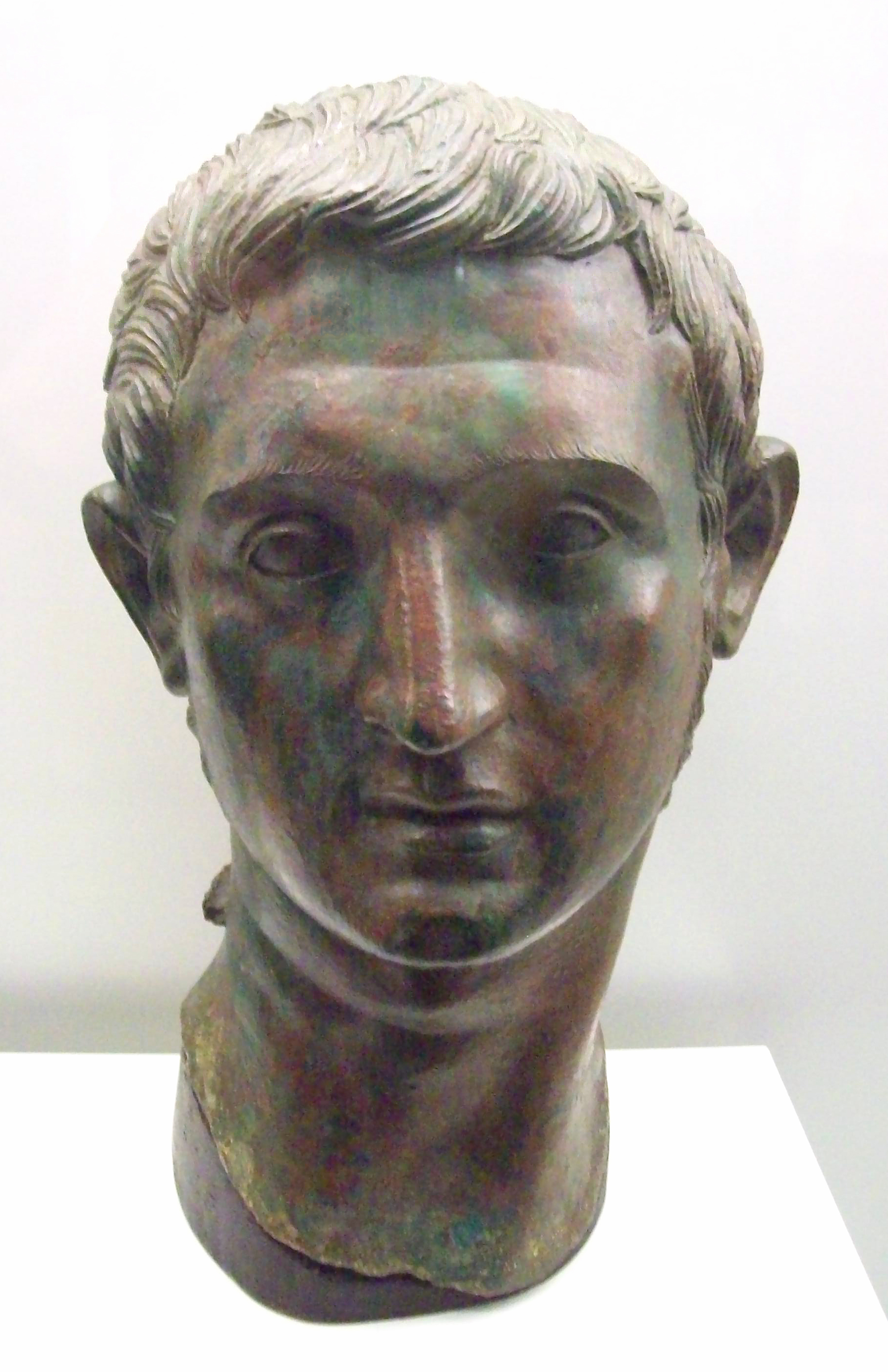
Cabeza de una antigua estatua romana de bronce, que a su vez era parte de un grupo escultórico. Fue hallada en el templo romano del yacimiento arqueológico de Cabezo de Alcalá, en Azaila (Provincia de Teruel, Aragón, España). Es una representación de un joven noble local, datada en el primer tercio del (Edad de Hierro).

Para una mejor comprensión del significado y la etimología, consulte el artículo Hispania
Se conoce como Hispania romana a los territorios de la península ibérica y las islas Baleares durante el periodo histórico de dominación romana.
Este periodo se encuentra comprendido entre 218 a. C. (fecha del desembarco romano en Ampurias) y los principios del siglo V (cuando, tras la caída del Imperio romano de Occidente, en 476, entran los visigodos en la Península, sustituyendo a la autoridad de Roma). A lo largo de este extenso periodo de prácticamente siete siglos, tanto la población como la organización política del territorio hispánico sufrieron profundos e irreversibles cambios, y quedarían marcadas para siempre con la inconfundible impronta de la cultura y las costumbres romanas.
De hecho, tras el periodo de conquistas, Hispania pasó a ser en una parte fundamental del Imperio romano, proporcionando a este un enorme caudal de recursos materiales y humanos, y siendo durante siglos una de las partes más estables del mundo romano y cuna de algunos gobernantes del imperio.
El proceso de asimilación del modo de vida romano y su cultura por los pueblos sometidos se conoce como romanización. El elemento humano fue su más activo factor, y el ejército el principal agente integrador.
La sociedad hispana se organizó como la del resto del Imperio romano, en hombres libres y esclavos. Los hombres libres podían participar en el gobierno, votar en las elecciones y ser propietarios de tierras. Los esclavos, en cambio, no tenían ningún derecho y eran propiedad de algún hombre libre. Las mujeres podían ser libres o esclavas, pero no tenían los mismos derechos que los hombres.

## Terminología: Iberia e Hispania
Los escritores latinos usaron el nombre de Hispania en lugar de Iberia. El escritor latino Ennio, que vivió entre los años 239 y 169 a. C., es el primero que llama Hispania a Iberia en su Historia Romana.  En el siglo I a. C. los escritores latinos se refirieron a la península ibérica indistintamente como Hispania o Iberia. El citado geógrafo Estrabón, cuyo libro tercero de su Geografía es el documento más importante sobre la etnología de los pueblos de la Hispania Antigua, afirma expresamente que se utilizaban indistintamente en su tiempo, el siglo I, los nombres de Iberia e Hispania. Su extensión, según Trogo Pompeyo, es menor que la Galia y la de África. Estrabón se refiere a la península ibérica:

Con el nombre de Ibería los primeros griegos designaron todo el país a partir del Rhodanos y del istmo que comprenden los golfos galáticos; mientras que los griegos de hoy colocan su límite en el Pyrene y dicen que las designaciones de Iberia e Hispania son sinónimas.

## Historia

### Conquista de Hispania

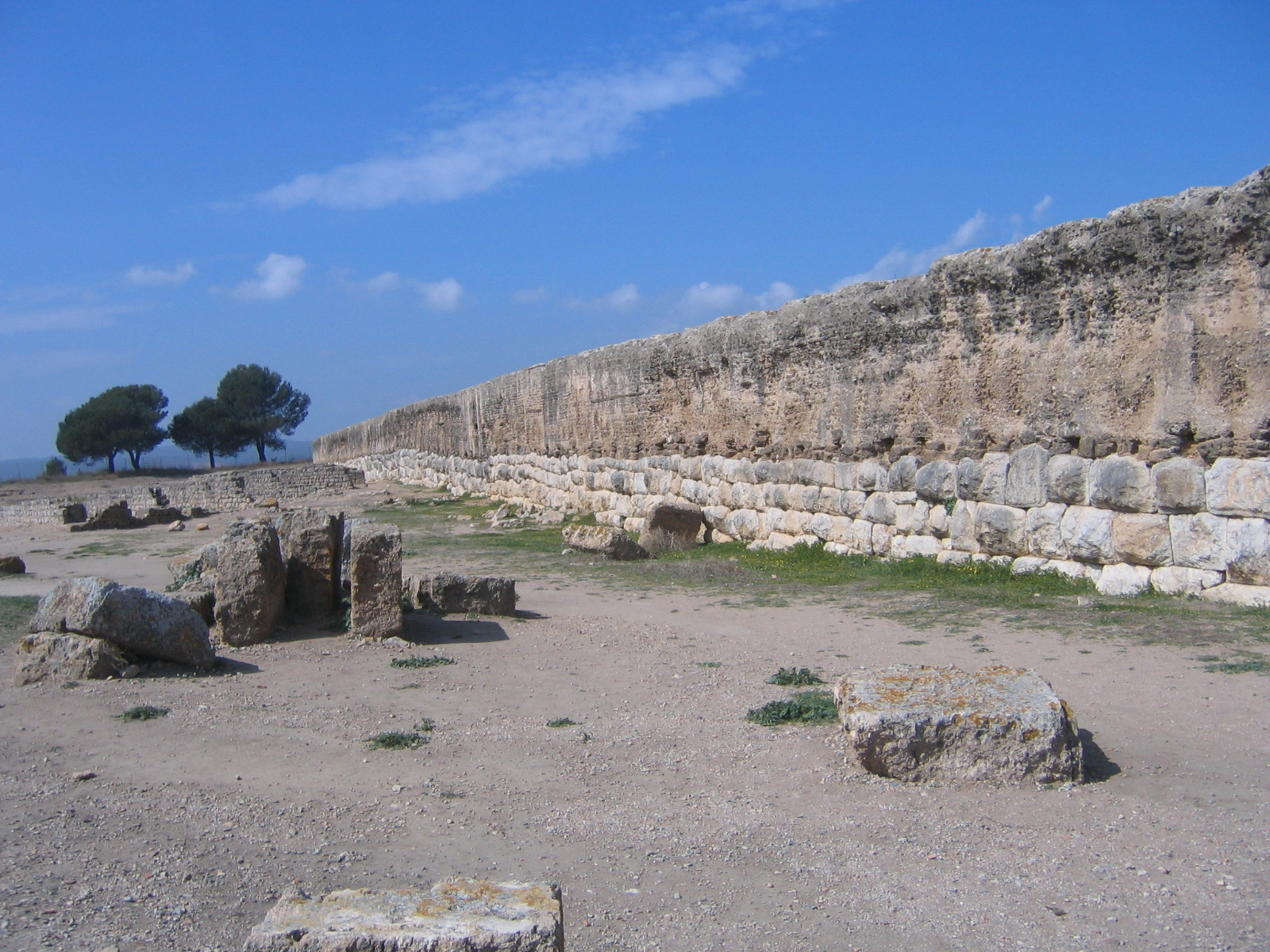
Muralla romana de Ampurias, punto de entrada de la invasión romana en la península ibérica.

Lo que se inició a finales del siglo III a. C. como una invasión estratégica para cortar las líneas de abastecimiento cartaginesas que sostenían la invasión de la península itálica por Aníbal durante la segunda guerra púnica, pronto pasó a ser una invasión de conquista que en unos doce años había expulsado por completo a las fuerzas cartaginesas de la Península. Sin embargo, Roma aún tardaría casi dos siglos en dominar la totalidad de la península ibérica, debido principalmente a la fuerte resistencia que los pueblos del interior (celtíberos, lusitanos, astures, cántabros, etc.) ofrecieron a los invasores. Dos siglos de guerras intermitentes aunque extremadamente violentas y crueles, tras los cuales las culturas prerromanas de Hispania fueron casi por completo exterminadas.[cita requerida] La dominación romana perduraría hasta la entrada en Hispania de las primeras tribus bárbaras, ya en el siglo V, formando durante los siete siglos de influencia romana una población homogénea en Hispania conocida como «hispanorromana».

## Romanización de Hispania

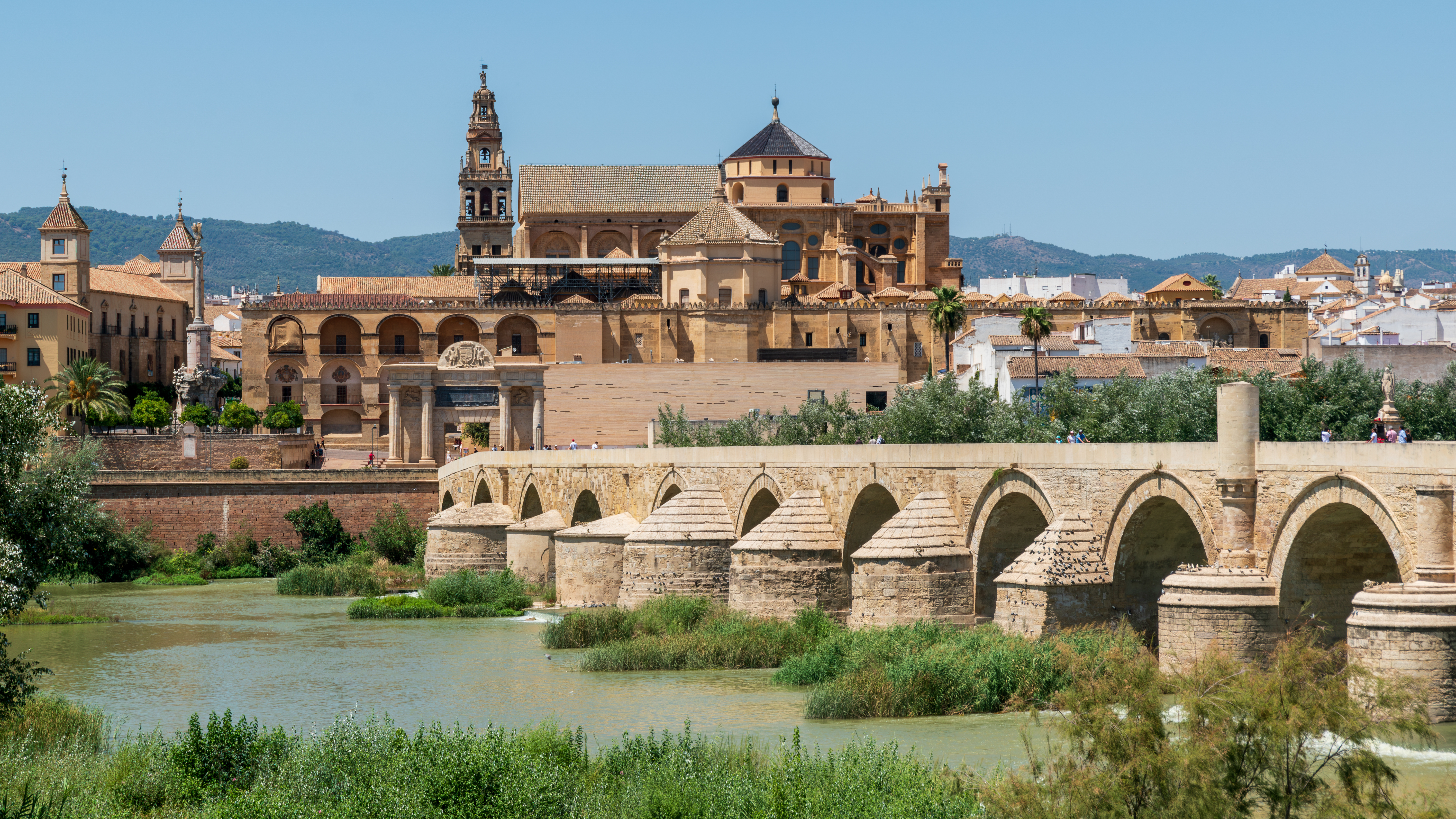
Puente romano de Córdoba, ejemplo de la durabilidad de las obras civiles romanas.

Al tiempo que Roma establecía su dominio sobre la península ibérica, también importaba a la misma su particular forma de entender la vida: su economía, su legislación, las infraestructuras que les permitieron crear y conservar un imperio y las manifestaciones artísticas de todo tipo. De todo ello se conserva hoy un importante legado no solo arqueológico, sino también cultural, que aún hoy permanece en las lenguas romances habladas en España y Portugal, descendientes directas del latín.
Uno de los aspectos más trascendentes de la romanización en la península ibérica fue el de su latinización. Es decir, el proceso que trajo consigo la pérdida de los idiomas indígenas, a excepción del vasco, y la concomitante y paralela sustitución de estos por el latín, del que más tarde derivarían las lenguas romances. La latinización de España comenzó desde la llegada de Roma en 218 a. C., y continuó hasta la conversión oficial de Hispania en parte del Imperio romano en 19 a. C., durante el gobierno de Augusto. El gran catálogo de Untermann sobre epigrafía ibérica pone de manifiesto que la escritura ibérica se siguió usando en muchos ámbitos: basta con comprobar los grafitos marcados a punzón sobre cerámicas o bien los nombres de las ciudades escritos sobre monedas en ibérico o en latín de modo que, a veces se vuelve al uso del ibérico después de haber acuñado monedas con textos latinos. Los grafitos sobre esculturas del Cerro de los Santos y del santuario de Torreparedones presentan unas veces textos latinos y otras ibéricos. La latinización no fue igual en toda la Hispania, sino que en la Ulterior fue de forma más acelerada.

## Divisiones administrativas

Hispania según la primera división provincial romana.

División administrativa de Hispania en torno al 17 a. C.

Casi desde el primer momento, los romanos organizaron Hispania mediante la subdivisión de esta en diferentes provincias administrativas bajo el gobierno de pretores que actuaban como virreyes en nombre de Roma, conectadas todas ellas por calzadas. A lo largo del dominio romano sobre Hispania, esta estuvo dividida en las siguientes provincias:

### Cambios administrativos

Las provincias a su vez se dividían oficiosamente en conventus jurídicos, que reunían los pueblos que consultaban a la ciudad, cabecera del conventus.

Poco después de derrotar a los cartagineses en la península, Roma decidió incorporar a sus dominios los territorios entonces bajo su control militar, que por entonces incluía todo el levante desde Ampurias a Cartago Nova y la casi totalidad de Andalucía, tanto el valle del Guadalquivir como la zona de las cordilleras béticas y Sierra Morena al norte. Dicho territorio fue dividido en dos provincias separadas por una frontera que discurriría desde el oeste de Cartago Nova hacia el norte, debiéndose repartir los territorios conquistados desde entonces entre ambas provincias. A una provincia la llamaron Ulterior (la más alejada de Roma) y a la otra, Citerior (la más cercana a Roma). El territorio que cada una de estas englobaba fue variando con el tiempo, a medida que Roma conquistaba nuevos territorios ibéricos. 
Así durante los primeros sesenta años del dominio republicano sobre las provincias hispanas, desde la división de 197 a. C. hasta el fin de las guerras lusitanas y celtibéricas 137-133 a. C. aproximadamente, las provincias se mantuvieron más o menos estables englobando cada una:
- Hispania Ulterior: actual Andalucía en su totalidad, partes del sur de la actual provincia de Badajoz y de la Mancha, así como el suroeste de la actual de Región de Murcia. Posiblemente también englobaría las zonas portuguesas al este del Guadiana (Moura, Serpa, etc.) y el Algarve. Su capital fue fijada en Corduba.

- Hispania Citerior: norte y este de Murcia, gran parte de Castilla-La Mancha, incorporada a lo largo de este periodo, la zona valenciana, Cataluña, el Ebro y el Pirineo aragonés, también incorporado durante estos años. Su capital fue Tarraco.

Al finalizar las guerras Celtibéricas y Lusitanas, el dominio romano sobre Hispania fue ampliado sustancialmente: Extremadura y la mayor parte de Portugal (al sur del Duero) fueron incorporados a la Ulterior, con lo que quedaban conformados los territorios de las dos hispanias ulteriores que se crearon en época augustea, la Baetica en los territorios más antiguos y romanizados de Andalucía y la Lusitania en los recién incorporados territorios de Extremadura y el Portugal al sur del Duero, y a la Citerior se le incorporó buena parte de la submeseta norte.
En los siguientes cien años de dominio romano, hasta las Guerras cántabras conducidas por el emperador César Augusto, la frontera solo fue ampliada de manera muy limitada, añadiéndose al dominio romano tan solo los territorios que quedaban por incorporar al sur de la cornisa cantábrica.
En el año 27 a. C., el general y político Agripa hizo un cambio. Dividió Hispania en tres partes, añadiendo la provincia de Lusitania que comprendía casi todo lo que hoy es Portugal (excepto la faja al norte del río Duero) y casi toda Extremadura y Salamanca (actuales).
El emperador Augusto vuelve a hacer en ese mismo año una nueva división que queda así:
- Provincia Hispania Ulterior Baetica, más conocida simplemente como Baetica, cuya capital era Córdoba, la antigua capital de la Ulterior. Existe una sustancial continuidad entre los territorios turdetanos y de interacción con los fenicio-púnicos, la ulterior primigenia y la posterior Baetica, centrándose todos estos territorios en torno al valle del Baetis (valle del Guadalquivir) y a las dos zonas que lo delimitan, Sierra Morena y los sistemas béticos, es decir, la actual Andalucía. De hecho, en autores como Estrabón se igualan los conceptos Turdetania y Baetica y se nombra a los habitantes de la Baetica aún como turdetanos (y turdulos). La provincia incluía en un principio la actual Andalucía y la zona sur de la actual Badajoz. Pocos años después, hacia el 4 a. C. Augusto decidió rectificar la frontera entre la Baetica y la tarraconense, añadiendo el este de Jaén, el norte de la provincia de Granada y la zona almeriense excepto el poniente, a la provincia Tarraconense. El río Anas o Annas (Guadiana, de Wadi-Anas) separaba la Bética de la Lusitania en ciertos tramos, mientras que en otros la frontera Baetica discurría bastante alejada del margen izquierdo del Anas.

- Provincia Hispania Ulterior Lusitania, cuya capital era Augusta Emerita (Mérida).

- Provincia Hispania Citerior Tarraconensis, o sencillamente Tarraconense, cuya capital era Tarraco (Tarragona). Los territorios incorporados en las guerras contra los cántabros y astures fueron agregados a esta provincia.

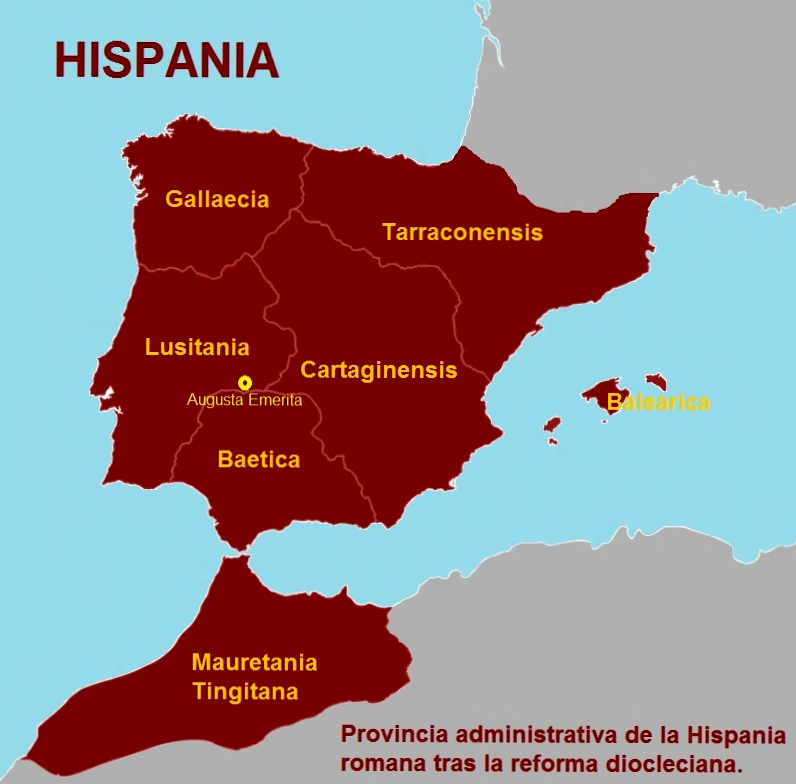
División provincial de Diocleciano en 298.

Llegando el siglo III de nuestra Era, el emperador Caracalla hace una nueva división que dura muy poco tiempo. Divide la Citerior otra vez en dos creando la nueva Provincia Hispania Nova Citerior con Gallaecia (aproximadamente Galicia y norte de Portugal) y Asturia (aproximadamente las provincias de León, Zamora y Asturias). Esta nueva provincia, cuya creación se relaciona con la intensificación en la explotación de las minas de oro del noroeste peninsular, duró poco tiempo y en 238 quedó restablecida la Citerior Tarraconensis en su unidad.
Posteriormente, con la reforma administrativa del Imperio que lleva a cabo Diocleciano (284-305), se dividió la antigua Tarraconense en tres provincias: Gallaecia, Cartaginensis y Tarraconensis, cuyos límites exactos se desconocen, pues no constan en ninguno de los documentos conservados. Sin embargo, la innovación más importante fue la creación de las llamadas diócesis. Una de ellas fue Hispania, cuya capital estaría probablemente en Augusta Emerita. Las cinco provincias antes citadas (Lusitania y Baetica más las tres en las que se había dividido Tarraconensis) fueron integradas en la diócesis, junto con Mauretania Tingitana, al otro lado del estrecho. A finales del siglo IV, concretamente entre el 365 y 385 d. C. las Islas Baleares (Baleárica) conforman una nueva provincia, desgajándose de la Carthaginense, con capital en Carthago Nova.

### Ciudades

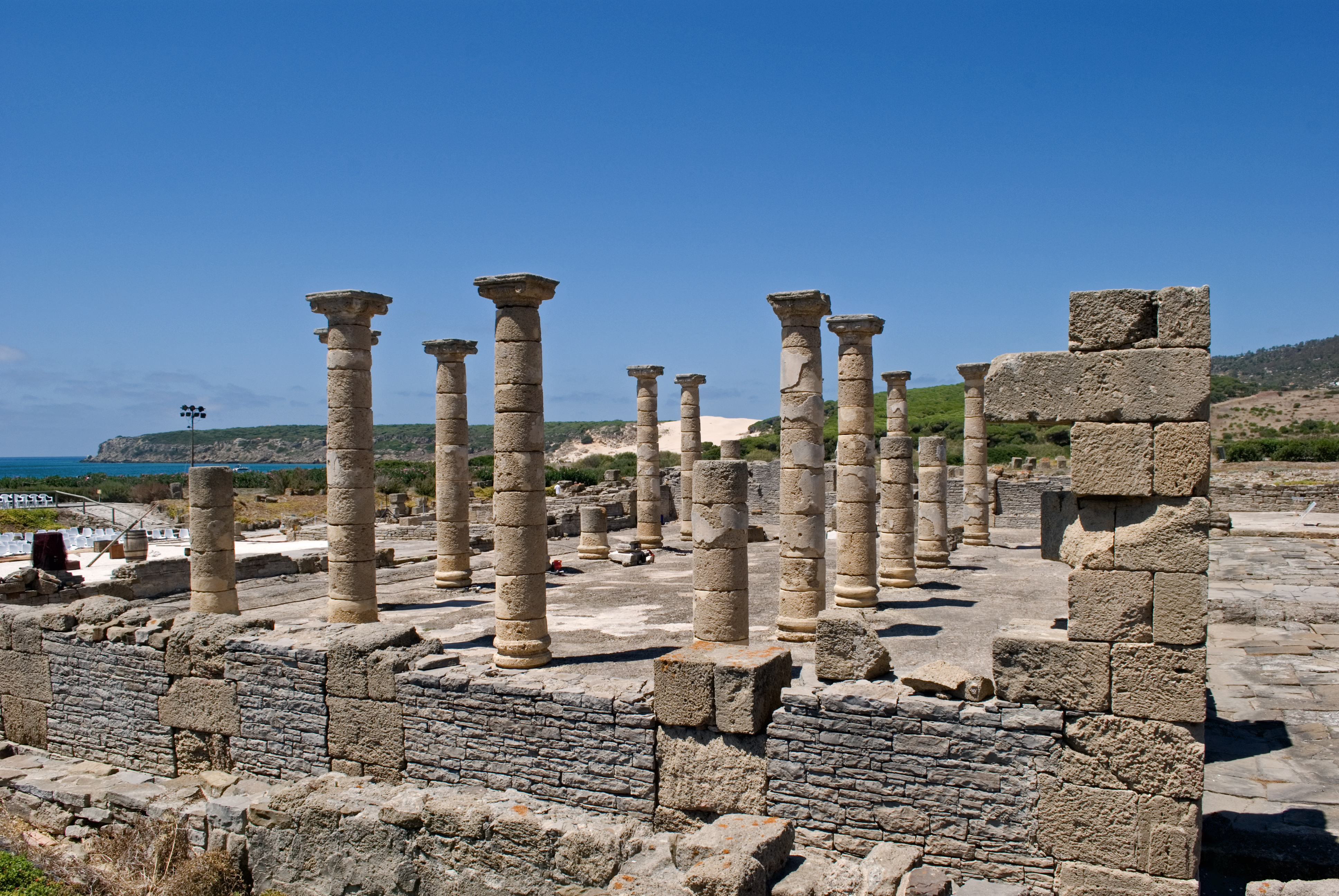
Restos de la basílica de Baelo Claudia, en Tarifa, Cádiz. En algunos puntos de la ciudad se observa la influencia del modo de construir africano, ejemplo de como Roma absorbía los conocimientos de otras civilizaciones.

El proceso de romanización en la Península se basó fundamentalmente en las ciudades como núcleos exportadores de la nueva cultura. La política urbanizadora comenzó pronto, aunque con fines casi exclusivamente defensivos. Durante la época republicana las riquezas mineras y agropecuarias de Hispania atrajeron gran número de emigrantes romano-itálicos, sobre todo después de la crisis del siglo II a. C. Estos, unidos a los soldados establecidos en la Península, comenzaron a asentarse en ciudades de estatus jurídico dudoso. Un ejemplo de esta etapa es la ciudad de Carteia. 
Con Julio César comenzó un periodo de colonización y municipalización, resolviendo el problema que padecía Italia por la falta de ager publicus, asentó en Hispania a sus soldados fundando nuevas colonias. También concedió la ciudadanía romana a municipios ya existentes, premiando así su fidelidad en la guerra civil que mantuvo con Pompeyo en la Península, por eso la mayoría de ellos se encuentran en la Bética. Augusto continuó la política de César, municipios augusteos son: Osca, Caesaraugusta, Calagurris, Baetulo, Segóbriga, Valeria, Ilerda, Iulia Traducta, Iuliobriga, etc. Vespasiano concedió el derecho latino a todas las ciudades de Hispania. 
Las ciudades poseían diferente categoría jurídica; así las colonias y municipios romanos estaban libres de cargas tributarias, las ciudades de derecho latino se encontraban en un escalafón inferior, por debajo de éstas estaban las ciudades peregrinae que carecen de privilegios jurídicos para sus habitantes. En el último lugar se encontraban las stipendiariae, que estaban obligadas a pagar un tributo a Roma, así como a aportar soldados al ejército.
| Hispania Citerior |               |               |               |               |               |               |               |
| Tarraconensis     | Tarraconensis | Tarraconensis | Tarraconensis | Tarraconensis | Tarraconensis | Tarraconensis | Tarraconensis |
| Tarraconensis     | Tarraconensis | Tarraconensis | Tarraconensis | Tarraconensis | Cartaginense  | Cartaginense  | Cartaginense  |
| Tarraconensis     | Tarraconensis | Tarraconensis | Tarraconensis | Tarraconensis | Cartaginense  | Balearica     |               |
| Tarraconensis     | Tarraconensis | Tarraconensis | Gallaecia     | Tarraconensis | Gallaecia     | Gallaecia     | Gallaecia     |
| Hispania Ulterior |               |               |               |               |               |               |               |
| Baetica           |               |               |               |               |               |               |               |
| Lusitania         |               |               |               |               |               |               |               |

## Vías romanas

Las calzadas romanas facilitaban el transporte militar y comercial. En Hispania las más importantes eran la Vía Augusta, de la Plata, atlántica y del Norte

Vía Augusta o Hercúlea
extensión de la Vía Domitia en España por La Junquera, siguiendo hacia Gerona, Barcino, Tarraco, Valentia Edetanorum, Corduba, Carmona, Hispalis hasta Gades.
Vía de la Plata
de Augusta Emerita, pasando por Cáceres y Salamanca hasta Asturica Augusta.
Vía del Norte
de Tarraco, pasando por Ilerda, Caesaraugusta, Numantia, Clunia, Asturica Augusta, hasta unirse con la vía de la Plata en Lucus Augustus (Lugo).
Vía del Atlántico
desde Lucus Augustus, pasando por Bracara Augusta, Olissipo (Lisboa) hasta Onuba (Huelva).
Otras
- Vía XXV,  de Augusta Emerita (Mérida) a Caesaraugusta (Zaragoza).
- Vía XVII  de Bracara Augusta (Braga) a Asturica Augusta (Astorga), la ruta más directa que pasaba a través de Chaves.
- Vía XVIII  (o Via Nova) (79-80 legado de C. Calpetanus Rantius Quirinalis Velerius Festus, bajo Vespasiano y Tito, restaurada por Maximino el Tracio), de Bracara Augusta (Braga) a Asturica Augusta (Astorga).
- Vía XIX  de Bracara Augusta (Braga) a Asturica Augusta (Astorga), ruta diferente de la vía XVIII.
- Vía XX  de Bracara Augusta (Braga) a Asturica Augusta (Astorga), por la vía marítima. Esta vía de la costa llega hasta Brigantium (La Coruña); a partir de Lucus Augustus se incorporaba a la vía XIX para llegar a Astorga.
- Vía XXXIV  (o Ab Asturica Burdigalam), de Asturica Augusta (Astorga) a Burdeos, atravesando las actuales provincias de León, Palencia, Burgos, Álava y Navarra, antes de superar el puerto de Sumo Pyrineo (Roncesvalles, Navarra), para adentrarse en Aquitania.
- Vía Lusitanorum en el Algarve Baesuris, Balsa, Ossonoba (Faro), Milreu, Cerro da Vila, Lacobriga.
- Vía del Capsacosta, una rama secundaria de la Vía Augusta, que desde Figueras se dirigía al valle de Bianya, se elevaba en Capsacosta.